# HD 95256
HD 95256，又名BD+64 824，SAO 15360、HR 4286，是一颗恒星，视星等为6.39，位于銀經141.55，銀緯49.53，其B1900.0坐标为赤經10h 54m 46.8s，赤緯+63° 49.53′ 32″。